# La Bachellerie
Bachellerie – miejscowość i gmina we Francji, w regionie Nowa Akwitania, w departamencie Dordogne.
Według danych na rok 1990 gminę zamieszkiwały 722 osoby, a gęstość zaludnienia wynosiła 42 osób/km² (wśród 2290 gmin Akwitanii Bachellerie plasuje się na 564. miejscu pod względem liczby ludności, natomiast pod względem powierzchni na miejscu 646.).